# National Museum of Crime & Punishment

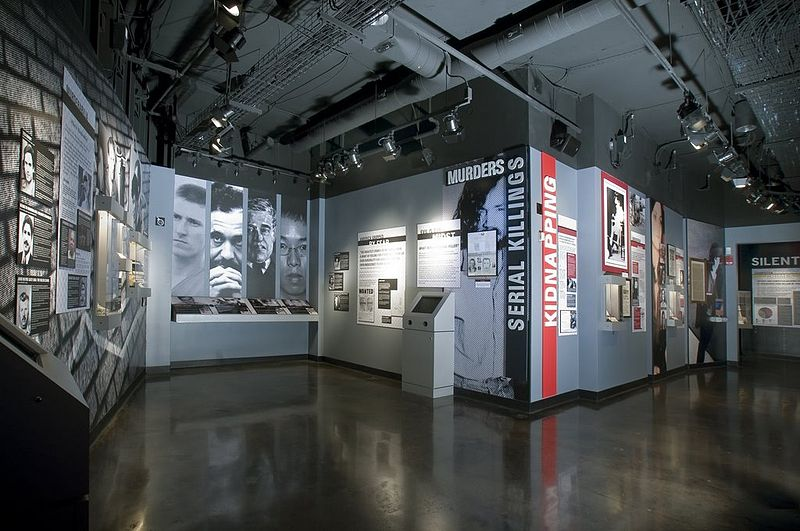
Blick in die Serial Killers Gallery, im National Museum of Crime & Punishment, Washington, D.C.

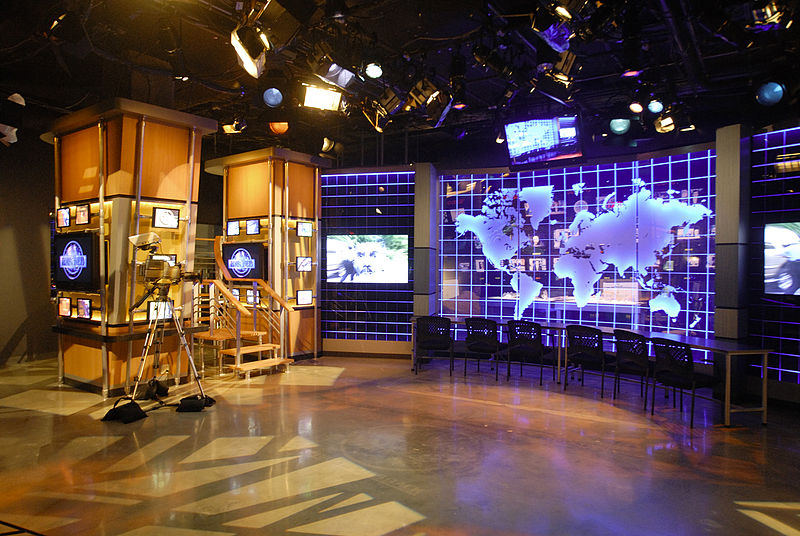
Studio der TV-Show America’s Most Wanted im Museum

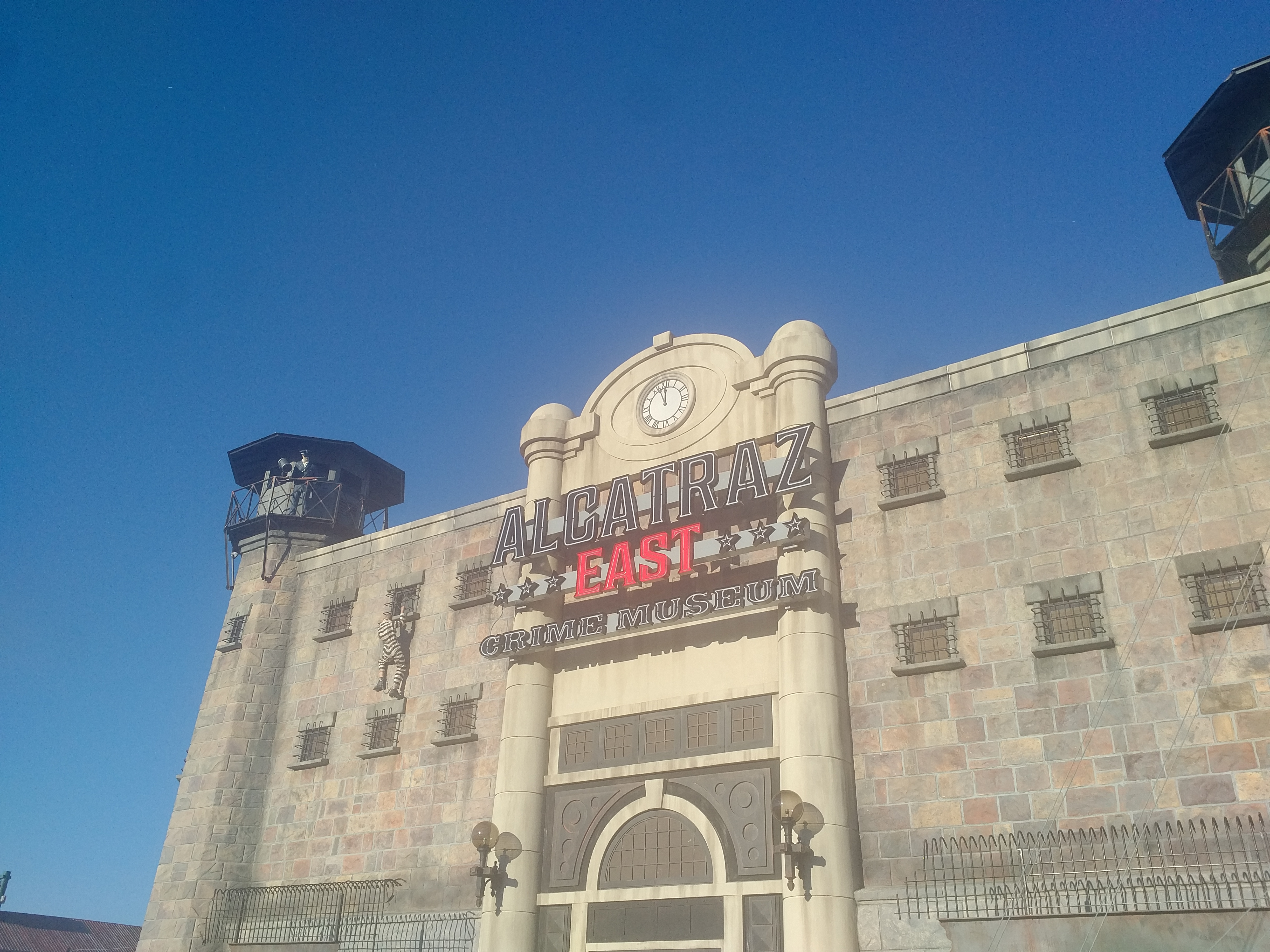
Seit 2016 befindet sich das Museum in Pigeon Forge, Tennessee.

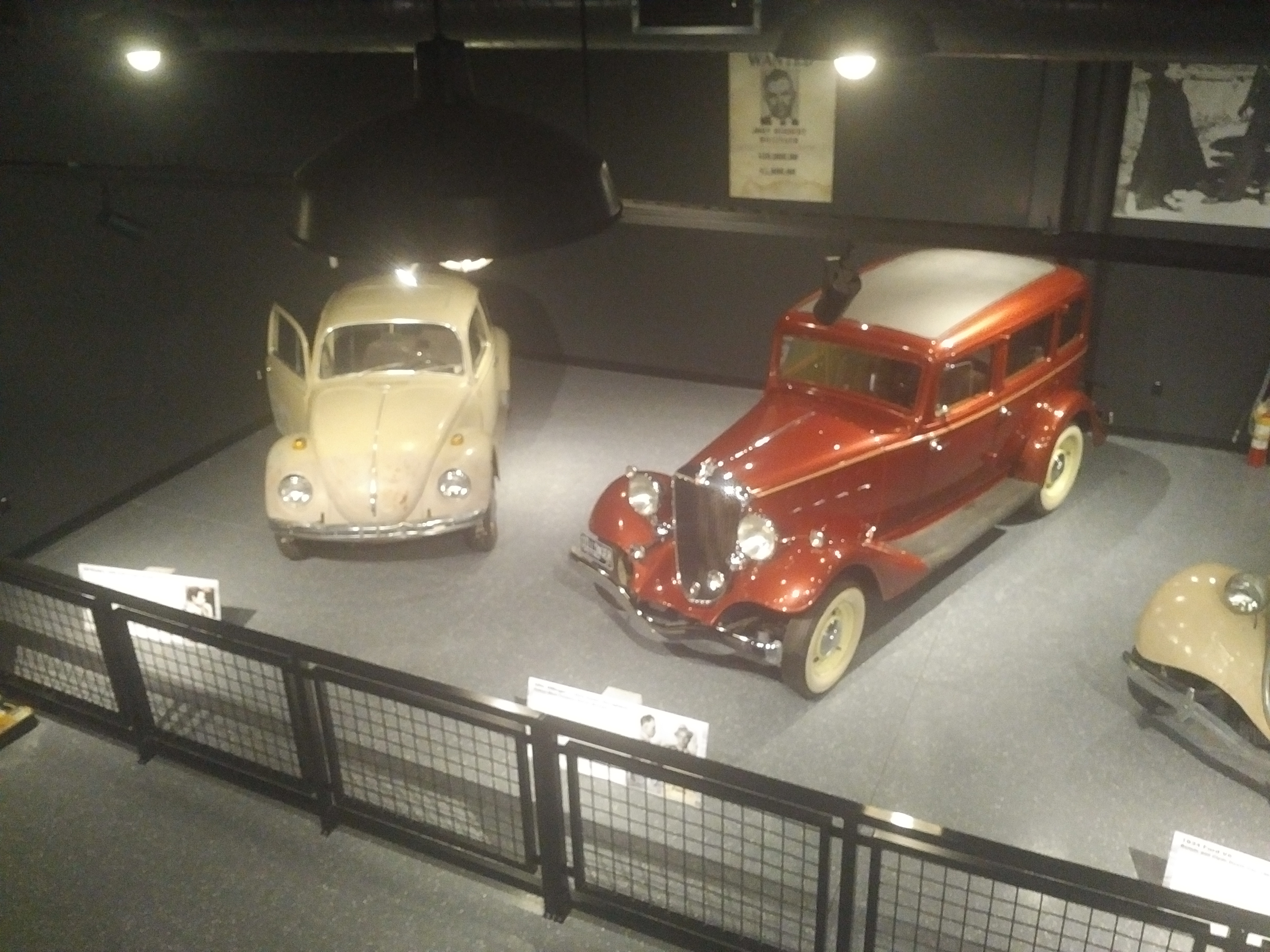
Links: Ted Bundys Volkswagen Käfer. Rechts: John Dillinger 1933 Essex Terraplane, beide ausgestellt in Alcatraz East

Das Alcatraz East Crime Museum ist ein Museum in Pigeon Forge, Tennessee in den Vereinigten Staaten.  Das Museum war in privater Hand und widmete sich Themen der Kriminologie und Pönologie in der Geschichte der USA. 
Ursprünglich wurde das Museum 2008 als National Museum of Crime and Punishment in Washington, D.C. eröffnet, doch die Eigentümer verloren 2015 den ursprünglichen Pachtvertrag und verlegten es nach Tennessee. Das neue Gebäude wurde nach dem ehemaligen Gefängnis Alcatraz in Kalifornien benannt und trägt fortan den Namen Alcatraz East Crime Museum.

## Ausstellung
Im Mai 2008 von einem Unternehmer in Partnerschaft mit John Walsh, einem bekannten Detektiv, Anwalt und Moderator der Fernsehshow America’s Most Wanted (Walsh’s Sohn wurde 1981 vom Serienmörder Ottis Toole ermordet.) mit einer Investition von 21 Mio. USD. eröffnet, werden auf einer Fläche von 2.600 m² über 700 Ausstellungsstücke gezeigt. Die Ausstellung schlägt den Bogen aller Arten von Kriminalität, Techniken der Strafverfolgung sowie Bestrafung von den Zeiten des Wilden Westens, über Piraterie bis zu den bekanntesten Serienkillern des Landes. So ist u. a. ein Nachbau der Gefängniszelle Al Capones oder ein ausgemusterter Elektrischer Stuhl ausgestellt. Weiterhin dient das Museum als Fernsehstudio von America’s Most Wanted, einer Dokumentarfernsehsendung, die der Aufklärung von Straftaten und dem Aufspüren von Tatverdächtigen dient.